# 1928년 전국체육대회 축구
1928년 전국체육대회 축구는 일제강점기 조선 경성부에서 개최된 1928년 전국체육대회의 경기 종목이다. '제9회 전조선축구대회'로 개최되었으며 1928년 11월 1일부터 11월 5일까지 경성운동장과 배재고등보통학교 운동장에서 개최되었다.

## 대회 진행
제9회 전조선축구대회는 1928년 11월 1일부터 11월 5일까지 일제강점기 조선 경성부에 있는 경성운동장과 배재고등보통학교 운동장에서 개최되었다. 대회 도중 호우가 발생하여 이틀 동안 대회가 중지되어 당초 계획보다 늦게 일정이 마무리 되었다.
소학부 종목에서는 공옥보통학교, 배영보통학교, 서빙고보통학교, 용강공립보통학교, 안악공립보통학교, 홍동학교 등 6개 선수단이 참가하여 서빙고보통학교가 우승했다. 중학부 종목에서는 중동학교, 중앙고등보통학교, 실업전수, 신흥고등보통학교, 해주고등보통학교, 오산고등보통학교, 배재고등보통학교, 경신학교, 개성상업학교, 신의주고등보통학교, 보성고등보통학교, 북청농업학교 등 12개 선수단이 참가하여 경신학교가 우승을 차지했다. 청년부 종목에서는 철도국, 연희전문학교, 용동축구단, 동우구락부, 대학예과, 보성전문학교, 한양축구단, 법정학교 등 8개 선수단이 참가하여 연희전문학교가 우승했다.

## 경기 결과

### 소학부
|  | 준결승           | 준결승           |                |   | 결승 | 결승 |
|  |                  |                  |                |   |      |      |
|  |                  |                  |                |   |      |      |
|  |                  |                  |                |   |      |      |
|  | 서빙고보통학교   | 3                |                |   |      |      |
|  | 서빙고보통학교   | 3                |                |   |      |      |
|  | 공옥보통학교     | 1                |                |   |      |      |
|  | 공옥보통학교     | 1                | 서빙고보통학교 | 4 |      |      |
|  |                  |                  | 서빙고보통학교 | 4 |      |      |
|  |                  | 안악공립보통학교 | 2              |   |      |      |
|  | 안악공립보통학교 | 안악공립보통학교 | 2              | 4 |      |      |
|  | 안악공립보통학교 |                  |                | 4 |      |      |
|  | 흥동학교         | 1                |                |   |      |      |
|  | 흥동학교         | 1                |                |   |      |      |

### 중학부
|  | 준결승             | 준결승   |          |   | 결승 | 결승 |
|  |                    |          |          |   |      |      |
|  |                    |          |          |   |      |      |
|  |                    |          |          |   |      |      |
|  | 경신학교           | 3        |          |   |      |      |
|  | 경신학교           | 3        |          |   |      |      |
|  | 신의주고등보통학교 | 1        |          |   |      |      |
|  | 신의주고등보통학교 | 1        | 경신학교 | 8 |      |      |
|  |                    |          | 경신학교 | 8 |      |      |
|  |                    | 실업전수 | 0        |   |      |      |
|  | 실업전수           | 실업전수 | 0        | 3 |      |      |
|  | 실업전수           |          |          | 3 |      |      |
|  | 중앙고등보통학교   | 1        |          |   |      |      |
|  | 중앙고등보통학교   | 1        |          |   |      |      |

### 청년부
|  | 준결승       | 준결승       |              |   | 결승 | 결승 |
|  |              |              |              |   |      |      |
|  |              |              |              |   |      |      |
|  |              |              |              |   |      |      |
|  | 연희전문학교 | 2            |              |   |      |      |
|  | 연희전문학교 | 2            |              |   |      |      |
|  | 동우구락부   | 0            |              |   |      |      |
|  | 동우구락부   | 0            | 연희전문학교 | 3 |      |      |
|  |              |              | 연희전문학교 | 3 |      |      |
|  |              | 보성전문학교 | 0            |   |      |      |
|  | 보성전문학교 | 보성전문학교 | 0            | 4 |      |      |
|  | 보성전문학교 |              |              | 4 |      |      |
|  | 법정학교     | 0            |              |   |      |      |
|  | 법정학교     | 0            |              |   |      |      |

## 참고 문헌
- 대한체육회 (1990). 《대한체육회 70년사》.
- 대한체육회 (2011). 《대한체육회 90년사》.
- “제9회 전국체육대회 축구 경기 결과”. 대한체육회.[깨진 링크(과거 내용 찾기)]